# Pálinkás József (kosárlabdaedző)
Pálinkás József (Budapest, 1951. szeptember 26 - Kalocsa, 2022. július 24.) testnevelő tanár, kosárlabda szakedző, egyetemi docens, szakkommentátor, kollégiumi igazgató, vállalkozó

## Élete
A budapesti Zrinyi Ilona Gimnázium elvégzése után édesapja nyomdokait követve középiskolai tanárként végzett 1976-ban a Testnevelési Főiskolán. Majd a diploma megszerzése után tanársegédként a TF-en dolgozott tovább. Később elvégezte az egyetem kosárlabda szakedzői szakát is. Az edzői és oktatói tevékenysége mellett, mint vállalkozó a vendéglátás világában is sikeres volt. Több éttermet, büfét is üzemeltetett a fia segítségével. A legismertebbek ezek közül a "Három Szív Kisvendéglő", az "MNB üdülő étterem és szálloda" és a "Czinege panzió étterem" stb.  A Testnevelési Egyetemen több mint 40 éves oktató- és nevelői munkája után ment nyugdíjba. A nyugdíjas éveit Dunapatajon a közel százötven éves régi, családi házban élte le. Több orvosi beavatkozás ellenére az  egészsége megromlott, majd megvakult és életének 71. évében elhunyt.

## Családja
Édesapja középiskolai tanár, zeneszerző, karnagy, édesanyja óvoda igazgatónő volt. Testvérei: Katalin, Péter, Éva. Elvált felesége Boros Ágnes testnevelő tanár és torna szakedző, közös gyermekük Balázs.

## Edzői tevékenysége
A tanulmányai alatt és utána is folyamatosan edzősködött a Központi Sportiskola Kosárlabda Szakosztályában és a Testnevelési Főiskola Sportegyesületében (TFSE) , számos sikert elérve. A középiskolai és az egyetemi bajnokságokon sok jó, köztük több első helyezést ért el a csapataival. A legsikeresebb eredményeit a magyar női kosárlabda-válogatottal érte el, négyszer is bronzérmes volt az Európa-bajnokságon (1983, 1985, 1987, 1991).

Ebben az időszakban hosszú ideig volt Killik László segítője a női válogatottnál, amely akkor élte aranykorát. 1990–1993 között aztán ő volt a szövetségi kapitány, így az ő sikere az 1991-es Eb-n megszerzett harmadik hely, ami az utolsó dobogós eredménye a magyar csapatnak.

## Szakmai- és nevelői munkája
Munkájáról, edzői tevékenysége során szerzett tapasztalatairól több cikket jegyzett. Mintegy 320 kosárlabda-mérkőzés szakkommentátora volt az MTV és a SportTV csatornáin. 2006-ban kinevezték a TF Kerezsi Endre Szakkollégium igazgatójának. A kosárlabda mellett oktatott edzéselméletet, sportpedagógiát és gimnasztikát is. A kiemelkedő oktató és nevelői munkája elismeréseként 2009-ben egyetemi docensi kinevezést kapott.